# Ducos (Martinica)
Ducos es una comuna de Francia situada la zona meridional del departamento insular antillano de Martinica.

## Características generales
Cuenta con una población de 17.025 habitantes y un área de 37,69 km², para una densidad de 424 hab./km². La localidad se encuentra en el interior de la isla.
En la localidad se encuentra una presa hidráulica. Después de Le Lamentin es la mayor zona de actividades, y cuenta con un complejo de actividades 10 000 m².